# Arena Croix-Noire
Die Arena Croix-Noire, französisch Arène de la Croix-Noire, ist ein Stadion und Veranstaltungsort in der italienischen Stadt Aosta.
Die Anlage mit einer ovalen, teilweise überdachten Tribüne rings um eine Grasfläche wurde 1987 als neuer Austragungsort für die traditionellen Kuhkämpfe Batailles de reines gebaut. Sie liegt im Osten des Stadtgebiets in der Nähe des Flusses Dora Baltea an der Gemeindegrenze zu Saint-Christophe auf einem Areal, das Croix-Noire heißt.
Die Arena hat eine maximale Länge von 105 Metern und eine maximale Breite von 70 Metern und bietet Sitzgelegenheiten für 4750 Zuschauer, davon sind 1680 Plätze überdacht.
Im ersten Jahr ihres Bestehens diente die Arena ausschließlich für den Endkampf der jährlichen regionalen Kuhkampfsaison. Später begann ihre zusätzliche Nutzung für andere kulturelle Zwecke mit einem Konzert von Miles Davis im Jahr 1988. Danach folgten in unregelmäßigen Abständen weitere Konzertveranstaltungen in der Arena Croix-Noire: 1991 trat Fabrizio De André auf, 1992 Bob Dylan, 1996 Vasco Rossi, 2011 Zucchero.